# 애니콜 햅틱 아몰레드
애니콜 햅틱 아몰레드(Anycall Haptic AMOLED)는 삼성전자에서 출시한 피처 폰이다. 삼성 제트의 대한민국판으로서, 출고가격은 89만 9800원이며, SK텔레콤, KT, LG유플러스 가입자용으로 출시되었다. 2세대 햅틱 UI(터치위즈 2.0)와 지상파 DMB 수신기를 탑재하였으나, 무선 랜, FM 라디오 수신기는 탑재되지 않았다. 새로 개발된 삼성의 터치위즈 2.0 사용자 환경은 3개의 위젯화면과 최대 6개의 메뉴화면으로 구성되어 있다. 그리고 LG전자의 아레나폰과는 달리 디빅스 플레이어와 3.5파이 이어폰 단자가 추가되어 멀티미디어 기능이 강화되었으며, 3.5인치의 선명한 WVGA 대형화면을 넣어 영상감상과 인터넷 서핑 등에 유용하게 사용할 수 있다. 또한, 햅틱 2.0 사용자 환경에 원 핑거 줌을 탑재하여 멀티터치가 적용되지 않은 감압식 터치스크린임에도 불구하고 쉽게 줌 인 · 아웃이 가능하다. 듀얼 플래시를 지원하는 500만화소 카메라가 탑재되어 있어 와이드, 일반, 고화질의 사진을 찍을 수 있다. 조도 센서, G센서, 근접 센서가 탑재되어 보다 다양한 멀티미디어를 즐길 수 있으며, 통화 시에는 배터리를 아낄 수 있다는 장점이 있다. SK텔레콤과 KT 가입자 전용 제품에는 GPS가 내장되어 있지만, LG텔레콤 가입자 전용 제품에는 GPS대신 구글맵이 탑재되어있다.

## 모델별 차이
각 모델별 차이는 아래와 같다.
| 모델명    | 통신사     | 통신 방식    | GPS  | 지도      |
| --------- | ---------- | ------------ | ---- | --------- |
| SCH-W850  | SK텔레콤   | HSDPA, HSUPA | 내장 | 티맵      |
| SPH-W8500 | KT         | HSDPA, HSUPA | 내장 |           |
| SPH-W8550 | LG유플러스 | EV-DO        | 없음 | 구글 지도 |

## 의견 및 비판
햅틱 아몰레드에 대한 의견이 여러 가지로 존재한다.
먼저, 멀티미디어 분야에서 3.5mm 이어폰 단자가 탑재된 점은 만족하지만 통신사의 정책으로 인해 위에서 언급한 LG전자의 싸이언 아레나폰에 적용된 MP3 음악 파일의 DRM 해제가 적용되지 않아 노래를 듣기 위해서는 추가적인 변환이 필요하며, SK텔레콤 가입자용 단말기의 카메라로 찍은 동영상이 여전히 SKM 파일로 저장되어 자체 변환을 한번 거쳐야만 컴퓨터나 다른 장치에서 재생이 가능한데, 변환 과정에서 화질이 크게 손실된다는 문제점이 있다(다른 이동통신사 가입자용 단말기의 경우 MP4 파일로 저장된다.). CPU 클럭 수도 해외 판매용인 제트에 비해 낮아 동영상을 재생하는데에는 크게 문제가 없지만, 1500kbps이상의 컨텐츠를 재생 할 때에는 무리가 생길 수 있다. 이밖에도 통신사 별로 멀티태스킹에서 사용할 수 있는 위젯의 개수와 시스템 상황이 다른 점, SK텔레콤 가입자용의 경우 통합 메시지함(SMS · MMS · E-mail)을 탈피하지 못한 점 등은 여전히 아쉽다.

## 광고
햅틱 아몰레드의 광고 모델은 손담비와 애프터 스쿨이다.

## 같이 보기
- 삼성 제트